# Língua toto
Toto তোতো  é uma língua Sino-tibetana falado na fronteira da Índia e Butão, pelas tribos Toto na vila de Fronteira Butão-Índia no distrito de Jalpaiguri, Bengala Ocidental (Ethnologue).

## Status
Toto está listado pela UNESCO como uma das línguas ameaçadas de extinção na Índia, com talvez 1.000 falantes
. No entanto, a maioria das famílias da comunidade fala Toto em casa. A maioria das crianças aprende toto em casa, embora usem o bengali na escola.
A “Anthropological Survey of India” (AnSI) decidiu realizar um estudo sobre a língua da tribo Toto, cuja população diminuiu para 1.536, e não se percebeu que a língua estava mais ameaçada do que a própria tribo. Pesquisadores e até membros da comunidade Toto admitem que o idioma está sob ameaça e a influência de outros idiomas, principalmente nepalês e bengali, o queestá aumentando dia a dia.
O Projeto das Línguas do Himalaia está trabalhando no primeiro esboço gramatical de Toto. Esse Projeto provavelmente contribuiu mais para o avanço da linguística Tibeto-Birmanesa do que todos os outros acadêmicos trabalhando juntos. George van Driem descreve as contribuições da linguística, da arqueologia e da genética para a história da população da grande região do Himalaia. Ele enfatiza o papel da genética no estudo dessa linguítica.

## Fonologia
A língua Toto consiste em 25 fonemas segmentais, dos quais 19 são consoantes e 6 são vogais. Os fonemas deste idioma são os seguintes:

### Vogais
Estes são 6 fonemas vocálicos na língua Toto. Elas podem ser classificadas horizontalmente em três como vogais frontais não arredondadas, centrais não arredondadas e posteriores arredondadas e verticalmente como fechadas, intermediárias fechadas, intermediárias abertas e abertas.
Os seguintes pares mínimos estabelecem o status fonético da vogal
/i/~/u/
/ Jiya / 'rato'
/ Juya / 'pássaro'
 '/ i / ~ / e /' 
/ iŋ / 'cunhado'
/ eŋ / ‘gengibre’
/ ciwa / ‘lágrima’
/ cewa / ‘cut’ (tecido)
 '/ i / ~ / a /' 
/ guJi / ‘coruja’
/ guJa / ‘pocket’
/ nico / ‘fogo’
/ naco / 'dois'
 '/ e / ~ / o /' 
/ je / ‘grama’
/ jo / ‘peito’
 '/ e / ~ / a /' 
/ lepa / ‘cérebro’
/ lapa / ‘folha de betel ’
/ kewa / ‘nascimento’
/ kawa / ‘som’
São oito os ditongos percebidos na língua Toto. Eles são / ei /, / ai /, / oi /, / ui /, / əi /, / eu /, / au / e / ou /. Ditongo / ui / ocorre em todas as posições, / eu / ocorre nas posições inicial e medial, / ai /, / oi /, / əi / e / ei / ocorre nas posições medial e final. Enquanto / ou / e / au / ocorrem apenas nas posições mediais
Além disso, no que diz respeito às consoantes, Toto tem um inventário de dez Obstruentes, oito dos quais são contrastivos na voz. Toto também distingue as obstruintes sem voz / t / e / p / com seus aspirada equivalentes / tʰ / e / pʰ /, respectivamente.

### Consoantes
|             |             | Bilabial | Bilabial | Alveolar | Alveolar | Palatal | Velar | Glotal |
| plana       | Aspirada    | plana    | Aspirada |          |          | Palatal | Velar | Glotal |
| ----------- | ----------- | -------- | -------- | -------- | -------- | ------- | ----- | ------ |
| Oclusiva    | surda       | p        | pʰ       | t        | tʰ       | c       | k     |        |
| Oclusiva    | sonora      | b        |          | d        |          | ɟ       | g     |        |
| Fricativa   | Fricativa   |          |          | s        |          |         |       | h      |
| Nasal       | Nasal       | m        |          | n        |          |         | ŋ     |        |
| Aproximante | Aproximante |          |          | l        |          | j       | w     |        |
| Vibrante    | Vibrante    |          |          | r        |          |         |       |        |

## Vocabulário
Abaixo estão algumas palavras de Toto de van Driem (1995), que usa essas palavras para sugerir que Toto pode ser uma Sal.
- aŋ- ‘beber’
- bɔcɔŋ ‘ombro’
- yoti ‘panela de cozinha’ (segunda sílaba), cf. Dzongkha  dî  ‘jarro’
- uŋtí ‘semente’
- haní ‘hoje’
- tarí ‘lua’
- lip- ‘cair’ (cf. Benedict 's PTB * lábios ‘mergulhar, afundar, afogar’)
- tɛ́bo ‘grande’ (primeira sílaba)
- así, 'merda'
- daŋkre ‘direita’ (vs. ‘esquerda’)
- buibé ‘estômago’ (primeira sílaba); a segunda sílaba <-be> é cognata com Toto  biyá  ‘carne’
- biyá ‘carne’
- wɔteŋ ‘espécies de bambu’ (primeira sílaba), Nepalês  ḍhuṅgre ko ghās
- maʔoŋ ‘paddy’
- bagreŋ ‘asa’
- saní ‘sol’
- jâr- ‘stand’
- anji ‘ontem’
- böidi ‘umbigo’
- lâru- ‘trazer’
- em- ‘cagar’
- jiŋ- ‘dormir’
- cici ‘urina’
- kiya ‘cachorro’
- miŋ ‘nome’
- daŋ 'chifre'
- maibe ‘flor’
- pǘyɔ ‘cobra’
- luŋtü ‘pedra’
- lɛbɛ́ ‘língua’
- maŋbü- ‘sonhar’
- nanuŋ ‘orelha’
- mico ‘olho’
- ŋaya ‘peixe’
- musa 'pelos do corpo'
- ka ‘eu’
- taŋpa ‘sola do pé’
- paká ‘porco’
- nati 'tu'
- satáŋ ‘dente’
- si- ‘morre’
- ca- ‘comer’
- the- ‘seja doce, prove doce’
- toise ‘manga’ (sufixo: <-se>)
- daŋse ‘jaca’ (sufixo: <-se>)
- sâ- ‘matar’
- dai- ‘cavar’
- köitü ‘ovo’
- yuŋ- ‘senta, fica’
- ti ‘água’
- mití ‘lágrima’
- totí ‘cuspir’
- com 'chuva'
- yutí ‘sangue’
- yutí ‘leite’
- dikɔ́ ‘búfalo’
- ü- ‘desce, desce’
- ŋɛtɔ́ŋ ‘pescoço’
- para pa- ‘tecer’
- kai- ‘choro’
- ŋɔká ‘macaco’
- jüwɔ́ ‘mouse, rato’

### Pronomes
Os pronomes pessoais do Toto sãoe (van Driem 1995):
|           | singular | plural |
| --------- | -------- | ------ |
| 1ª pessoa | ka       | kibi   |
| 2ª pessoa | nati     | natibi |
| 3ª pessoa | aku      | abi    |

### Numerais
Os numerais são (van Driem 1995):
| Português  | raiz        | humanos       | animais       | inanimados    |
| ---------- | ----------- | ------------- | ------------- | ------------- |
| um         | i           | iccɔ          | ippu          | icce          |
| dois       | ni          | niso          | nipu          | nise          |
| três       | suŋ         | sumcɔ         | suŋpu         | suŋse         |
| quatro     | di          | dicɔ          | dipu          | dise          |
| cinco      | ŋa          | ŋacɔ          | ŋapu          | ŋase          |
| seis       | tu          | tukcɔ         | tukpu         | tuse          |
| sete       | ni          | nícɔ          | nípu          | níse          |
| oito       | yâ          | yấcɔ          | yấpu          | yấse          |
| nove       | ku          | kucɔ          | kupu          | kuse          |
| dez        | tâ          | tâcɔ          | tâpu          | tâse          |
| onze       | eghâra      | eghârcɔ       | eghârpu       | eghârse       |
| doze       | bâra        | bârcɔ         | bârpu         | bârse         |
| vinte      | ikai        | ikai cɔ       | ikai pu       | ikai se       |
| vinte e um | ikai-so i   | ikai-so iccɔ  | ikai-so ippu  | ikai-so icce  |
| trinta     | ikai-so tâ  | ikai-so tâcɔ  | ikai-so tâpu  | ikai-so tâse  |
| quarenta   | nikai       | nikai cɔ      | nikai pu      | nikai se      |
| cinquenta  | nikai-so tâ | nikai-so tâcɔ | nikai-so tâpu | nikai-so tâse |
| sessenta   | sessenta    | suŋkai cɔ     | suŋkai pu     | suŋkai se     |

## Amostra de texto
iyuM borko siMtenko gebeta ipu dambe ajaso cabe yuMmihe. abiko bassata apecua keitu diDu nimiheabiyaakokeitubihiMeMtapafourweretheythateggs accverykamusa enahe. ako siMeko oMbeta ipu daS'ua puyare yuMmihe ako puya so aja dambe chabe biya cucuMpa yuMcnamihe. hatraMto keitu tuipuMko noita daS'uapuiwaha ajako keitui upu camehe
Português
Entre os ramos espalhados de uma figueira-da-índia, vivia um corvo e sua esposa, a galinha-corvo. No ninho havia quatro ovinhos que os pais guardavam com muito cuidado. Em uma cavidade daquele tronco de árvore vivia uma cobra negra que os corvos temiam muito. Cada vez que a galinha-galinha botava seus ovos, a cobra rastejava até o ninho e os comia 